# Larisa Novac
Larisa Novac (n. 15 iunie 1984) este o profesoară și manager educațional din Republica Moldova, deputat în legislatura 2021-2025 a Parlamentului Republicii Moldova, reprezentantă a Partidului Acțiune și Solidaritate (PAS).

## Biografie
Din 2007, timp de un deceniu, Novac a lucrat ca profesoară de chimie la Școala Profesională din orașul Florești. În paralel, din 2014 până în 2020 a fost șefă adjunctă a Direcției Generale Educație din cadrul Consiliului raional Florești.

### Activitate politică
Larisa Novac este membră a PAS, din 2019 conducând organizația teritorială Florești a partidului. În 2021 a fost asistentă de cabinet în cadrul PAS.
A candidat cu numărul 37 pe lista Partidului Acțiune și Solidaritate la alegerile parlamentare din 2021 și a acces în parlament.